# Billin
Billin (arab. بللين) – miejscowość w Syrii, w muhafazie Hama. W 2004 roku liczyła 2367 mieszkańców.